# Dirk Marcellis
Dirk Antoon Nico Marcellis (Horst, 13 april 1988) is een Nederlands voormalig voetballer. Hij kwam van 2006 tot en met 2018 uit voor achtereenvolgens PSV, AZ, NAC Breda en PEC Zwolle. Marcellis speelde van 2008 tot en met 2010 drie interlands in het Nederlands voetbalelftal.

## Clubcarrière

### PSV

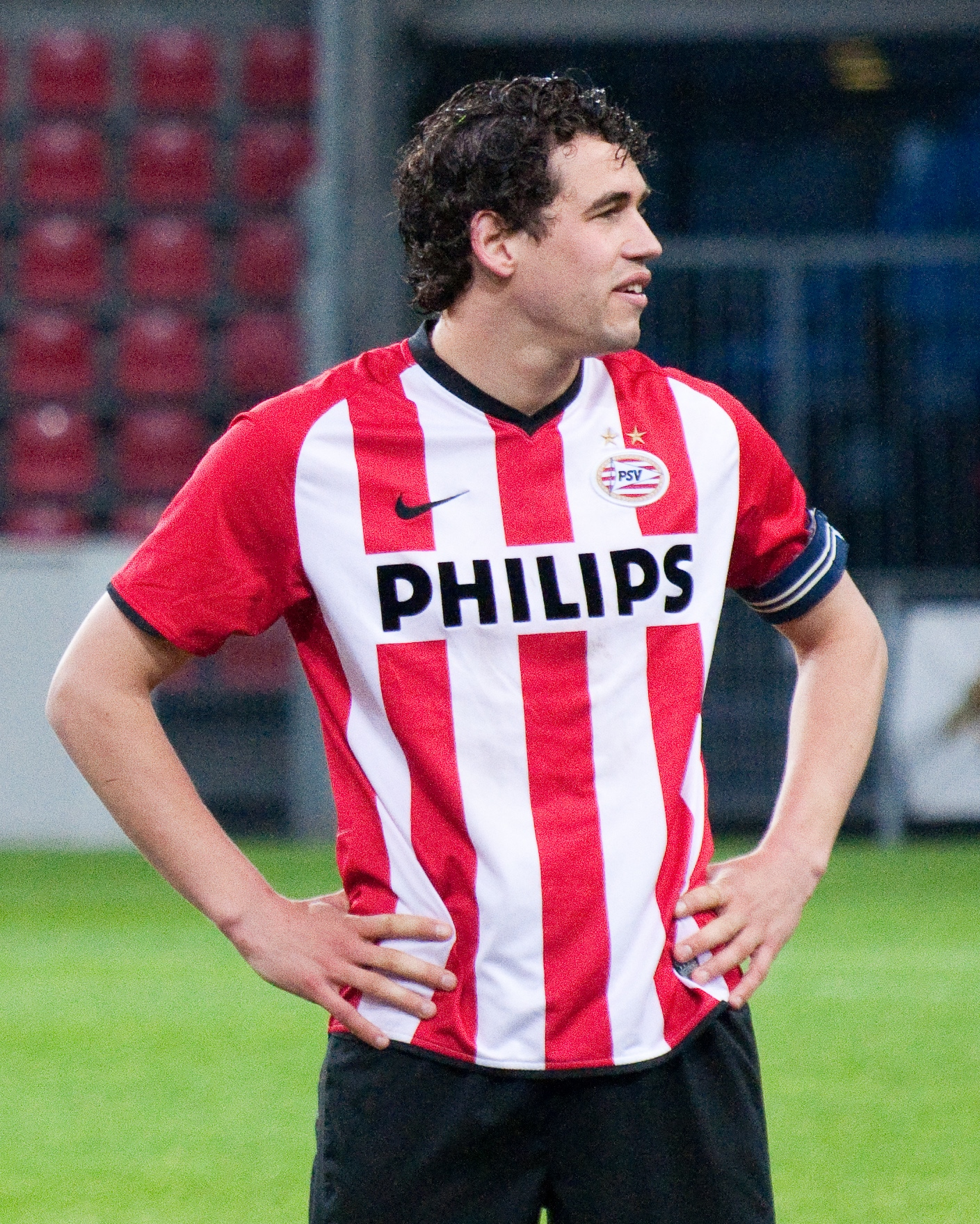
Marcellis bij PSV in 2010.

Voordat Marcellis op tienjarige leeftijd naar PSV kwam, speelde hij voor amateurclub RKSV Wittenhorst en VVV-Venlo. Hij deed als PSV'er en aanvoerder mee aan het Europees kampioenschap voetbal mannen onder 17 en het wereldkampioenschap voetbal onder 17. Op het EK werd zijn ploeg tweede, achter Turkije. Op het WK eindigde hij met zijn ploeg op een derde plaats, na een zege op de Turken. In 2005 werd Marcellis uitgeroepen tot Limburgs sporttalent van het jaar. Hij speelde in 2008 voor Jong Oranje.
Op 11 april 2007 debuteerde Marcellis voor PSV tijdens de kwartfinale voor de UEFA Champions League tegen Liverpool FC op Anfield. Hij werd in deze wedstrijd met een rode kaart weggestuurd, maar kreeg bij het verlaten van het veld een staande ovatie van de aanhang van Liverpool. Op 6 oktober 2007 debuteerde hij in de competitie thuis tegen Willem II.
In het seizoen 2007/2008 stond Marcellis steeds regelmatiger in de basis bij PSV. Met de komst tijdens de winterstop van Sef Vergoossen als trainer ad interim werd hij definitief basisspeler. Marcellis startte na de winterstop elke wedstrijd (23 wedstrijden in drie maanden) in de basisformatie van de Eindhovenaren, waarmee zijn positie onomstreden bleek. Op 28 februari tekende Marcellis via een contractverlenging bij PSV tot medio 2012.
Tegen Tottenham Hotspur FC scoorde hij uit een strafschop in de penaltyreeks voor een plaats in de kwartfinale van de UEFA Cup. Wedstrijdcommentator Arno Vermeulen noemde hem op dat moment "het ijskonijn".
Op 20 april 2008 werd PSV nationaal kampioen in het voetbalseizoen 2007/2008. Voor PSV was het de vierde titel op rij, voor Marcellis was het het eerste kampioenschap. Een persoonlijk succes mocht Marcellis bijschrijven toen hij door supporters van het PSV-netwerk werd gewaardeerd als derde beste PSV'er van het seizoen, na doelman Heurelho da Silva Gomes en de veldspeler Ibrahim Afellay. Zijn eerste officiële doelpunt voor PSV maakte hij in de wedstrijd om de Johan Cruijff Schaal 2008. De tegenstander was Feyenoord (2–0 winst). Marcellis maakte het tweede doelpunt.

### AZ
Onder trainer Fred Rutten kwam Marcellis echter steeds minder vaak aan spelen toe. Hij zat in het seizoen 2009/10 bij PSV vooral op de reservebank en wilde weer aan spelen toekomen. Op 4 juni 2010 werd Marcellis betrokken in een deal met Jeremain Lens. Na gesprekken met Gertjan Verbeek tekende Marcellis voor vier seizoenen voor de club uit Alkmaar. Via een verslaggever van RTV Noord-Holland is er sinds 9 mei 2013 een officieuze fanclub voor hem, opgericht door supporters uit Vak S. Marcellis was een vaste kracht in het elftal uit Alkmaar, tot hij in mei 2013 geblesseerd raakte aan zijn knie. Hierdoor kwam hij sindsdien niet meer in actie op het hoogste niveau, tot hij op 14 december 2014 zijn rentree maakte in het shirt van AZ.

### NAC Breda
Marcellis tekende op 31 december 2014 een contract voor de rest van het lopende seizoen bij NAC Breda, dat hem transfervrij overnam van AZ. Daar was op dat moment ook net een nieuwe coach aangesteld, Robert Maaskant. Die maakte Marcellis nog voor zijn eerste wedstrijd bij zijn nieuwe club aanvoerder van het team. Hij speelde in een half jaar tijd zeventien competitiewedstrijden voor NAC, waarin hij met de club van de zeventiende naar de zestiende plek in de Eredivisie steeg. Dit was niet hoog genoeg om wedstrijden om promotie/degradatie te ontlopen. In deze play-offs ontdeden Marcellis en zijn teamgenoten zich nog wel van VVV-Venlo, maar volgde na een dubbele ontmoeting tegen Roda JC Kerkrade degradatie.

### PEC Zwolle
Marcellis daalde niet met NAC af naar de Eerste divisie. Hij tekende in juli 2015 na een stageperiode een contract bij PEC Zwolle, de nummer zes van de Eredivisie in het voorgaande seizoen. Hier was hij in de volgende drie seizoenen basisspeler. Marcellis beëindigde in september 2018 per direct zijn carrière vanwege een oude knieblessure die weer opspeelde. Na overleg met doktoren en specialisten besloot hij te stoppen.

## Clubstatistieken
| Seizoen         | Club            | Competitie      | Competitie | Competitie | Beker | Beker | Internationaal | Internationaal | Overig | Overig | Totaal | Totaal |
| Seizoen         | Club            | Competitie      | Wed.       | Dlp.       | Wed.  | Dlp.  | Wed.           | Dlp.           | Wed.   | Dlp.   | Wed.   | Dlp.   |
| --------------- | --------------- | --------------- | ---------- | ---------- | ----- | ----- | -------------- | -------------- | ------ | ------ | ------ | ------ |
| 2006/07         | PSV             | Eredivisie      | 0          | 0          | 0     | 0     | 1              | 0              | 0      | 0      | 1      | 0      |
| 2007/08         | PSV             | Eredivisie      | 26         | 0          | 0     | 0     | 4              | 0              | 0      | 0      | 30     | 0      |
| 2008/09         | PSV             | Eredivisie      | 31         | 0          | 0     | 0     | 5              | 0              | 1      | 0      | 37     | 0      |
| 2009/10         | PSV             | Eredivisie      | 11         | 0          | 1     | 0     | 3              | 1              | 0      | 0      | 15     | 1      |
| 2010/11         | AZ              | Eredivisie      | 32         | 0          | 3     | 0     | 9              | 0              | 0      | 0      | 44     | 0      |
| 2011/12         | AZ              | Eredivisie      | 24         | 0          | 4     | 0     | 13             | 0              | 0      | 0      | 41     | 0      |
| 2012/13         | AZ              | Eredivisie      | 31         | 0          | 6     | 1     | 2              | 0              | 0      | 0      | 39     | 1      |
| 2013/14         | AZ              | Eredivisie      | 0          | 0          | 0     | 0     | 0              | 0              | 0      | 0      | 0      | 0      |
| 2014/15         | AZ              | Eredivisie      | 1          | 0          | 0     | 0     | 0              | 0              | 0      | 0      | 1      | 0      |
| 2014/15         | NAC Breda       | Eredivisie      | 17         | 0          | 0     | 0     | 0              | 0              | 4      | 0      | 21     | 0      |
| 2015/16         | PEC Zwolle      | Eredivisie      | 29         | 4          | 1     | 0     | 0              | 0              | 2      | 0      | 32     | 4      |
| 2016/17         | PEC Zwolle      | Eredivisie      | 29         | 0          | 2     | 0     | 0              | 0              | 0      | 0      | 31     | 0      |
| 2017/18         | PEC Zwolle      | Eredivisie      | 28         | 1          | 4     | 0     | 0              | 0              | 0      | 0      | 32     | 1      |
| 2018/19         | PEC Zwolle      | Eredivisie      | 2          | 0          | 0     | 0     | 0              | 0              | 0      | 0      | 2      | 0      |
| Carrière totaal | Carrière totaal | Carrière totaal | 261        | 5          | 21    | 1     | 37             | 1              | 7      | 0      | 326    | 7      |

## Interlandcarrière

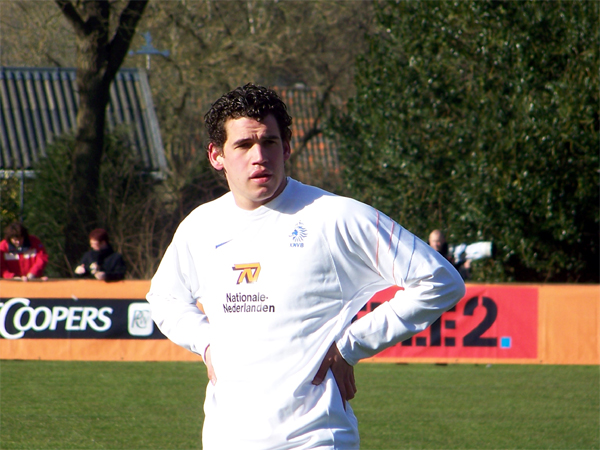
Marcellis tijdens een training van Jong Oranje in 2008.

Marcellis werd in zijn tijd bij PSV dan regelmatig in verband gebracht met het Nederlands voetbalelftal. Pas onder de nieuwe bondscoach Bert van Marwijk werd hij voor het eerst opgeroepen voor het Nederlands voetbalelftal in de kwalificatiereeks voor het wereldkampioenschap voetbal 2010, voor de wedstrijden tegen IJsland en Noorwegen. Omdat hij geen vaste waarde was bij PSV werd hij lange tijd niet opgeroepen en miste hij het eindtoernooi. Spelers die op het toernooi in Zuid-Afrika actief waren, kregen in de oefenwedstrijd tegen Oekraïne op 11 augustus 2010 rust; Marcellis kreeg zodoende kans om zich te bewijzen. Het leidde echter niet tot meer uitnodigingen voor interlands.
| Interlands van Dirk Marcellis voor Nederland | Interlands van Dirk Marcellis voor Nederland | Interlands van Dirk Marcellis voor Nederland | Interlands van Dirk Marcellis voor Nederland | Interlands van Dirk Marcellis voor Nederland | Interlands van Dirk Marcellis voor Nederland |
| №                                            | Datum                                        | Wedstrijd                                    | Uitslag                                      | Soort Wedstrijd                              | Doelpunten                                   |
| Als speler bij PSV                           | Als speler bij PSV                           | Als speler bij PSV                           | Als speler bij PSV                           | Als speler bij PSV                           | Als speler bij PSV                           |
| -------------------------------------------- | -------------------------------------------- | -------------------------------------------- | -------------------------------------------- | -------------------------------------------- | -------------------------------------------- |
| 1.                                           | 11 oktober 2008                              | Nederland – IJsland                          | 2 – 0                                        | Kwalificatie WK 2010                         | 0                                            |
| 2.                                           | 15 oktober 2008                              | Noorwegen – Nederland                        | 0 – 1                                        | Kwalificatie WK 2010                         | 0                                            |
| Als speler bij AZ                            |                                              |                                              |                                              |                                              |                                              |
| 3.                                           | 11 augustus 2010                             | Oekraïne – Nederland                         | 1 – 1                                        | Vriendschappelijk                            | 0                                            |

## Erelijst
PSV
| Competitie           | Aantal | Jaren   |
| -------------------- | ------ | ------- |
| Eredvisie            | 1x     | 2007/08 |
| Johan Cruijff Schaal | 1x     | 2008    |

 AZ
| Competitie | Aantal | Jaren   |
| ---------- | ------ | ------- |
| KNVB beker | 1x     | 2012/13 |